# Vanessa Schulz
Vanessa Schulz es una documentalista realizadora, directora, productora, escritora y activista política sudafricana.

## Biografía
Schulz nació el 7 de agosto de 1969 en Johannesburgo, Sudáfrica, de padres inmigrantes alemanes. Su padre desertó de la República Democrática Alemana (RDA). 

## Carrera profesional
En 1995, emigró a Estados Unidos, donde consiguió su primer trabajo en televisión como empleada de producción. Trabajó como asistente de producción durante dos años en Wolves at our Door, que ganó dos premios Emmy y por cuenta propia como camarógrafa y productora para NBC, National Geographic y Fox Television.
En 1998, para seguir su interés en el cine relacionado con la conservación y los derechos de los animales, creó 21st Paradigm, una compañía de documentales independiente sin fines de lucro. Su primera producción fue la película independiente Sabi Sabi: Adventure for the Soul. 
En 2000, comenzó a ofrecer voluntariamente sus habilidades cinematográficas al movimiento por el bienestar de los animales, incluida una colaboración con el Animal Legal Defense Fund en un proyecto que examina la captura de nutrias en Misuri. Esto llevó directamente a Cull of the Wild: The Truth behind Trapping. Luego realizó Cost of Freedom, que obtuvo varios premios en festivales de cine, incluido un premio Remy de oro en el 37 ° Festival Internacional de Cine Worldfest de Houston y un premio especial del jurado en el Festival de Cine de Vida Silvestre de Jackson Hole de 2003 en Wyoming “para una cineasta con el coraje de abordar un tema difícil y controvertido".
Se mudó a los Estados Unidos en 2007 para dedicarse a tiempo completo con Paradigma 21. Produjo y dirigió Permaculture: A Quiet Revolution, un documental sobre la VIII Convergencia Internacional de Permacultura en Brasil. En 2009, después de ver el video “Hero Dog” ] en YouTube, viajó a Chile y creó un largometraje documental Lost Dogs, sobre perros callejeros en una cultura global e industrializada.

## Filmografía

### Películas
- Wolves at our Door – Asistente de producción (1998)

- Adventure For the Soul - Directora, productora, cámara, editora (1999)

- Cull of the Wild - Directora, Coproductora, Cámara, Escritora, Editora (2002)

- Cost of Freedom: directora, productora, cámara, editora (2003)[11][4]

- Permaculture: A Quiet Revolution - Directora, productora, cámara, escritora, editora (2008)

- Lost dogs - Directora, productora, cámara, escritora, editora (2012)[12]